# Schnittsalat

Lollo bionda

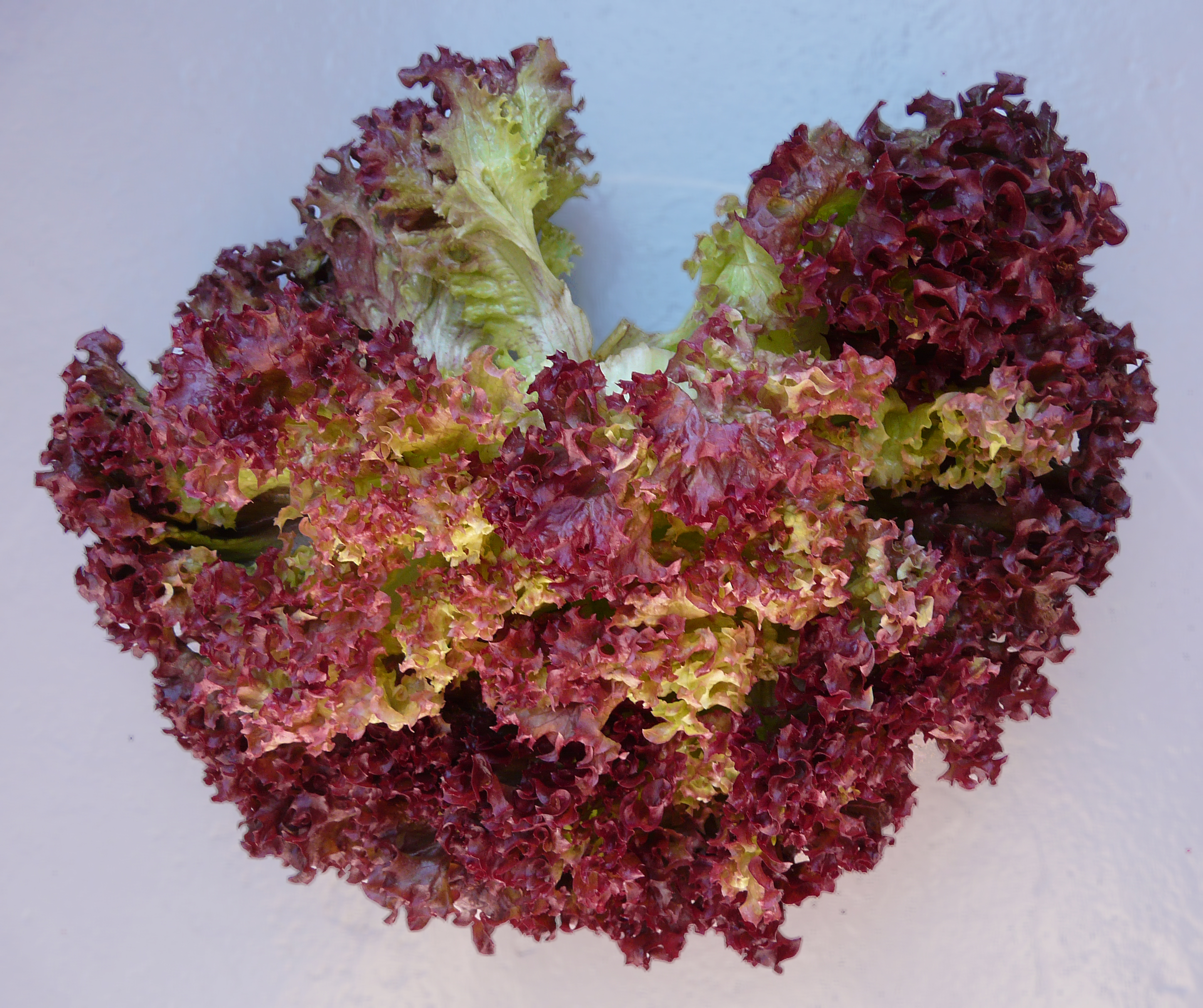
Lollo rossa (im deutschen Sprachraum oft Lollo rosso)

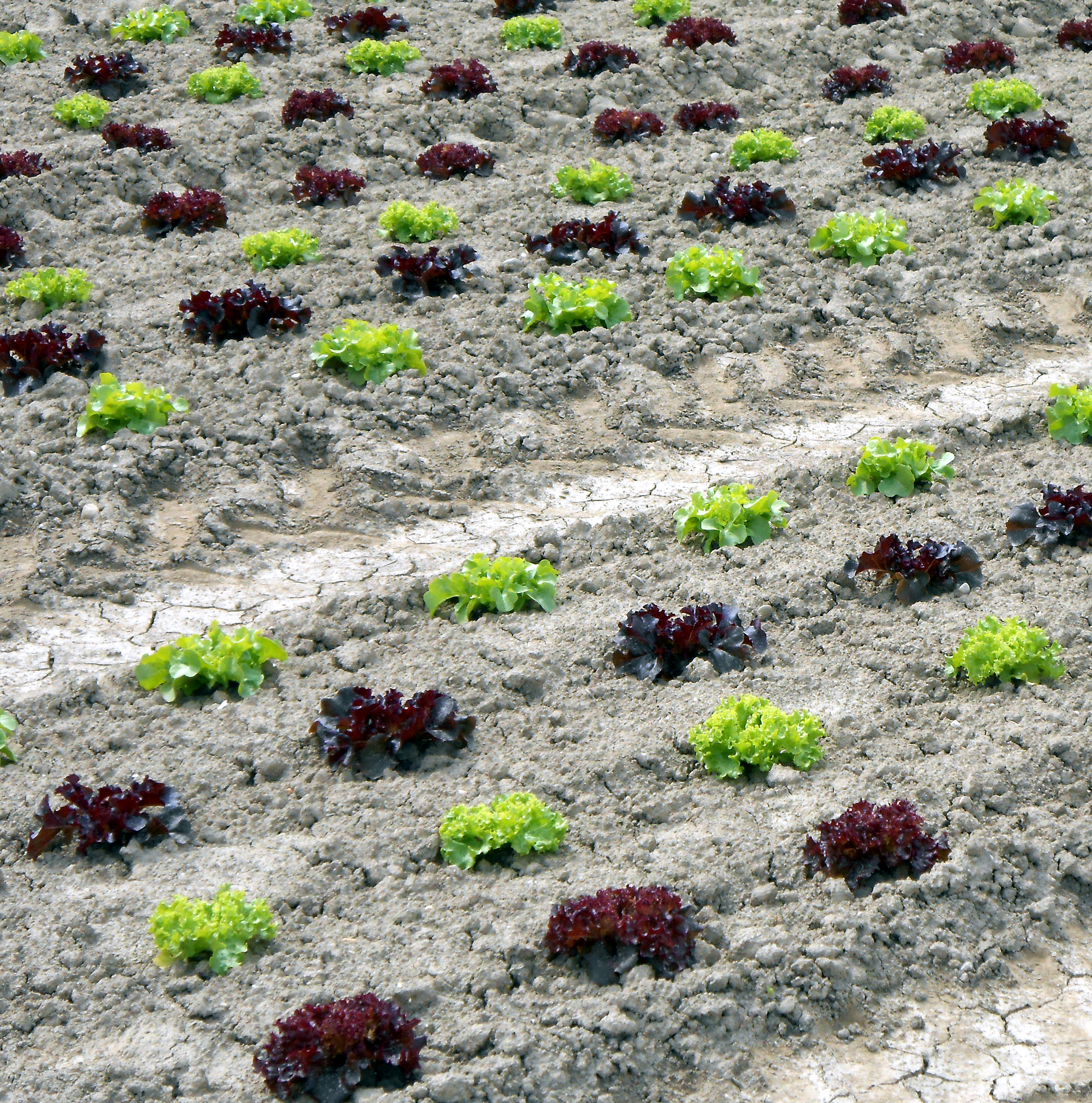
Typische Mischanbauweise in zwei Farben

Schnittsalat, Pflücksalat oder Blattsalat (Lactuca sativa var. crispa) ist eine Sorte des Gartensalats (Lactuca sativa), ein Blattgemüse, das in frischem Zustand unerhitzt gegessen wird. Botanisch werden die Salatpflanzen in hauptsächlich zwei Gruppen unterschieden: die Lattich- und die Zichoriengruppe; Ausnahmen sind Feldsalat und Rucola, die zu anderen Pflanzenfamilien gehören. Anders als Kopfsalat bildet der Schnittsalat keine „Köpfe“, sondern die Blätter werden nach und nach von außen nach innen geerntet. Bei im Handel erhältlichen Fertigsalaten in Beuteln wird allerdings maschinell geerntet. Dabei wird ca. 0,5–1 cm über dem Boden abgeschnitten, so dass 2–3 Ernten möglich sind. Mit dem Überbegriff „Schnittsalate“ sind jedoch auch Gemüse gemeint, die sich für die gleiche Anbau-, Ernte- und Verkaufsweise eignen.

## Schnittsalat
Es handelt sich dabei um meist ältere Sorten, die es bereits im 19. Jahrhundert gab. Folgende Sorten werden einzeln ausgesät und einzeln geerntet, selten im Mix verkauft:
- Eichblatt rot, Lactuca sativa var. acephala, Red Salad Bowl, hat eichblattförmige, rote Blätter, die sehr zart sind. Er hat einen nussartigen Geschmack.
- Eichblatt grün, Green Salad Bowl, wie Eichblatt rot, doch mit hellgrünen Blättern.
- Lollo bionda, im deutschen Sprachraum auch Lollo bianco oder Lollo grün, hat ebenfalls grüne Blätter und ist stark gekraust und bildet eine dichte Rosette.
- Lollo rossa, im deutschen Sprachraum auch Lollo rosso oder Lollo rot, hat grüne bis rote Blätter.
- Winter-Lattughino, Lattich (Bindesalat) mit mittelgrünen, ins Rot übergehenden Blättern.

## Baby-Leaf
Bei den Baby-Leaf-Salaten handelt es sich um ähnliche Salatsorten wie beim typischen Schnittsalat. Für diese Sortengruppe wurde jedoch weiter selektiert, um haltbarere Sorten mit größerer Krankheitsresistenz gegenüber Falschem Mehltau und mit festeren Blättern zur längeren Haltbarkeit zu erreichen. Zu diesen „Salaten“ werden auch andere Gemüsearten gerechnet, die sich auch wie Schnittsalate anbauen lassen. Das sind z. B.: Eissalat rot- und grünblättrig, Endivien-Typen, Spinat grün- und rotblättrig, Sauerampfer grün- und rotblättrig, Stielmangold, Rote Bete usw.

## Misticanza
Bei Misticanza handelt es sich um einen italienischen Sorten- und Artenmix, in Frankreich auch Mesclun genannt. Die traditionsreiche Mischung von Salaten und Zichorien steht schon auf dem Beet gemischt gesät und wird wie Schnittsalat geerntet. Die Mischungsvariationen sind vielfältig. In Italien werden Mischungen nur mit Zichorien-Arten und -Sorten, solche mit Salaten und Zichorien oder nur mit Salaten oder auch mit Kräutern wie Rucola angeboten. Im Folgenden typische Mischungen mit Salaten und Zichorien (in Gewichts-% Saatgut):
- Endivien Type de Maux (20 %), Green Salad Bowl (12,5 %), Red Salad Bowl (20 %), Salat Rubin (10 %), Salat Grand Rapids (Strubelpeter) (12,5 %), Zichorie Gelbe von Trieste (12,5 %) und Zichorie Spadona (12,5 %).
- Eissalat rot (20 %), Endivien Type de Maux (20 %), Zichorie Catalogna (20 %), Zichorie Gelbe von Trieste (20 %), Red Salad Bowl (10 %), Salat Rubin (10 %) und Strubelpeter (10 %).
- Endivien Type de Maux (10 %) Green Salad Bowl (10 %), Hirschhornsalat Plantago coronopus (10 %), Lattich Romana Ballon di Bugival (20 %), Zichorie Catalogna foglia frastagl. (10 %), Zichorie Catalogna foglia stretta (20 %), Zichorie Gelbe von Trieste (10 %), Zichorie rot von Verona (10 %), Zichorie a foglie selvatica da campo (10 %).

## Oriental Greens
Oriental Greens werden auch Japanese Greens, Baby Greens und Asia-Salate genannt. Sie werden auch dem Überbegriff Schnittsalate zugerechnet. Bei den meisten handelt es sich jedoch um Kohlarten (Brassicaceae), z. B. Pak Choi, Tatsoi, Mizuna Early, Braunen Senf, Green Misome oder Raps, und einige Chrysanthemenarten, die in Deutschland wegen des ungewohnten Geschmacks nicht so beliebt sind.

## Herkunft und Bedeutung
- Schnittsalat: Traditionell wurde die Sortengruppe Schnittsalate viel in Italien angebaut. Heute sind sie durch die angebotenen Fertigsalate abgepackt in ganz Europa verbreitet. Hauptproduzenten sind die USA und in Europa Großbritannien, Frankreich und Italien, wobei Großbritannien im Anbau in Europa 2004 führend war.[7] Mittlerweile gibt es auch bedeutenden Anbau in allen europäischen Ländern.
- Misticanza wird hauptsächlich in Italien angebaut und hat sich durch den vermehrten Verbrauch von Fertigsalaten auch in die Nachbarländer ausgebreitet.
- Oriental Greens: Sie stammen ursprünglich aus der asiatischen Küche, besonders Südostasien und China.

## Anbau und Ernte
Schnittsalate, Baby-Leaf, Misticanza und Oriental Greens werden satzweise in Reihen gesät. Dabei werden die einzelnen Sätze (Anbautermine) so gewählt, dass die einzelnen Arten und Sorten trotzdem zu einem bestimmten Erntetermin gleichzeitig schnittreif sind. Die Aussaatmengen sind jeweils sehr unterschiedlich. Im Hausgarten können die Blätter auch nach und nach von außen nach innen geerntet werden. Für diese Salate gibt es erst seit wenigen Jahren Richtlinien zur Düngung. Professionell wird mit einem Schnitt etwa 2–3 cm über dem Boden geerntet, wenn die Blätter eine Länge von 10–12 cm haben. Dazu werden sogenannte selbstfahrende Baby-Leaf-Ernter verwendet. Dann ist evtl. auch ein zweiter Schnitt möglich. Die Schnittsalate, im Verkauf auch Mixsalate genannt, werden zur besseren Haltbarkeit unter kontrollierter Atmosphäre (wenig Sauerstoff) in Folienbeutel abgepackt und gelagert.

## Verwendung
In der Küche wird Schnittsalat wie Kopfsalat frisch mit verschiedenen kalten Saucen und Kräutern als Blattsalat angemacht. Salate werden z. B. in der französischen und italienischen Küche auch als Gemüsebeilage zu Fleisch- oder Fischgerichten oder als Teil der Vorspeise gebraten oder geschmort. Oriental Greens werden in Asien für den Wok kurz in der Pfanne angegart.